# Parnahyba Sport Club
O Parnahyba Sport Club é um clube brasileiro de futebol, da cidade de Parnaíba, no Estado do Piauí, sendo conhecido com a alcunha de Tubarão do Litoral.
Fundado em 1913, o clube é o mais antigo do estado. É presidido por Eureliano Barros e suas cores oficiais são o azul e o branco.

## História
O Parnahyba Sport Club foi um dos primeiros clubes piauienses de futebol a ser fundado, em 1913, e é o mais antigo em atividade. A cidade de Parnaíba foi o berço do futebol piauiense, através dos ingleses que moravam ali, que foram os principais incentivadores do esporte no município, onde fundaram o Camisa Vermelha, influência do Liverpool que no futuro ficou conhecido por International Athletic Club, e o Camisa Azul, influência do Everton, que mais tarde ficou conhecido por Parnahyba Sport Club.
As primeiras décadas do Tubarão foram recheadas de títulos. Na primeira metade do século passado, não existia uma federação unificada no futebol piauiense. Assim, os times da capital jogavam um campeonato entre si em Teresina, enquanto no litoral existia a Liga Parnaibana, onde o Parnayba foi o maior vencedor.
Com o advento do profissionalismo no futebol do Estado, na década de 60, iniciou-se um período de grande jejum. Com pouco dinheiro, funcionando de modo quase familiar, com amigos e parentes ajudando na manutenção do clube, o Parnahyba passou muito tempo sem ganhar nada. Antes do tricampeonato estadual entre 2004 e 2006, e do bi em 2012 e 2013 o maior feito do time nas últimas décadas havia sido um vice-campeonato piauiense na década de 70 e outro em 2003.

## Estádio Petrônio Portela

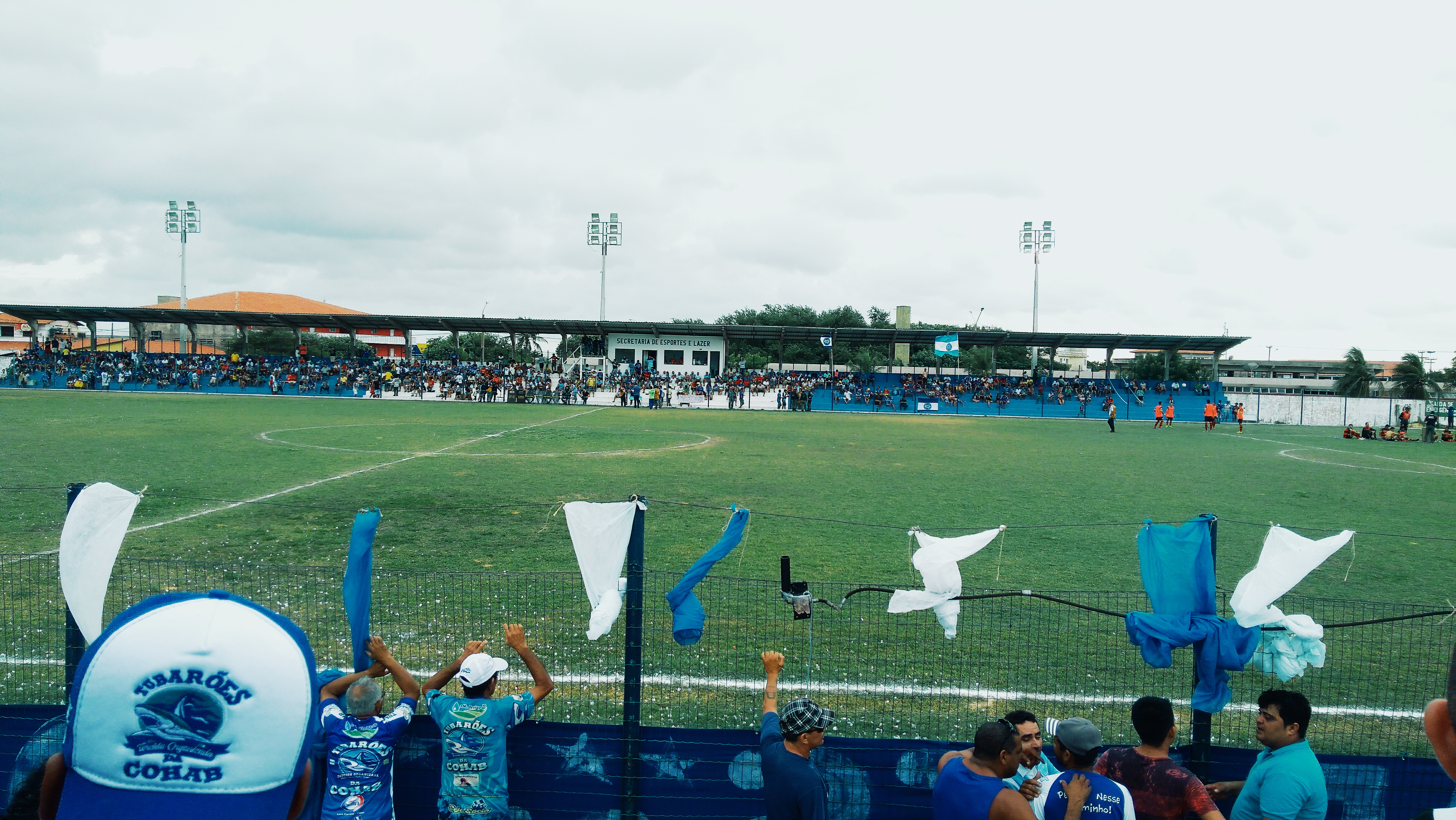
Torcida do Parnahyba em jogo contra o Guarani de Juazeiro pela Série D de 2017.

Considerado o berço do futebol parnaibano, a história do estádio Petrônio Portela se confunde com a história do Parnahyba. Construído na década de 1920, pela Casa Inglesa, foi batizado originalmente por Estádio Internacional. Seu estilo arquitetônico semelhante aos estádio ingleses da época, único no Brasil, era símbolo do glamour das disputas do Campeonato Parnahybano no século passado.
Com o fechamento da Casa Inglesa, o estádio é colocado à venda, sendo comprado pelo Governo do Estado do Piauí, na pessoa do então-governador parnaibano Alberto Silva, sendo, em 1973, doado ao Parnahyba Sport Club.
Após as construções do Estádio Mão Santa (atual Pedro Alelaf), o Parnahyba deixa definitivamente de mandar seus jogos no Petrônio Portela, que, "esquecido" começa a sofrer aos danos provocados pelo tempo e a falta de manutenção.
Restando apenas as ruínas da estrutura original, a diretoria do Parnahyba resolve, em 2008, iniciar uma grande reforma de restauração e ampliação no estádio, transformando-o no Centro de Treinamentos da equipe profissional e das categorias de base. As primeiras etapas, que consistiam na recuperação da estrutura administrativa já foram contempladas.

## Títulos
| Estaduais  | Estaduais               | Estaduais | Estaduais                                                                    |
|            | Competição              | Títulos   | Temporadas                                                                   |
| ---------- | ----------------------- | --------- | ---------------------------------------------------------------------------- |
|            | Campeonato Piauiense    | 13        | 1916, 1919, 1924, 1925, 1927, 1929, 1930, 1940, 2004, 2005, 2006, 2012, 2013 |
|            | Taça Estado do Piauí    | 3         | 2004, 2012, 2017                                                             |
|            | Taça Gov. Alberto Silva | 1         | 1988                                                                         |
| Municipais |                         |           |                                                                              |
|            | Competição              | Títulos   | Temporadas                                                                   |
|            | Campeonato Parnaibano   | 9         | 1941, 1942, 1944, 1945, 1946, 1954, 1961, 1965, 1967                         |

## Estatísticas

#### Participações
|  | Participações em 2025 |

| Competição | Competição           | Temporadas | Melhor campanha     | Estreia | Última | P | R |
| Piauí      | Campeonato Piauiense | 109        | Campeão (13 vezes)  | 1916    | 2025   |   | – |
|            | Copa do Nordeste     | 1          | 1ª fase (2018)      | 2018    | 2018   |   |   |
| Brasil     | Série B              | 1          | 55º colocado (1991) | 1991    | 1991   | – | – |
| Brasil     | Série C              | 2          | 27º colocado (2004) | 2004    | 2005   | – | – |
| Brasil     | Série D              | 5          | 20º colocado (2013) | 2013    | 2025   | – |   |
| Brasil     | Copa do Brasil       | 9          | 1ª fase (9 vezes)   | 2004    | 2025   |   |   |

## Ranking da CBF
Ranking atualizado em dezembro de 2024
- Posição: 144º
- Pontuação: 304 pontos[10]

Ranking criado pela Confederação Brasileira de Futebol para pontuar todos os clubes do Brasil.